# Durban
Durban (en zulú: eThekwini) es una ciudad de Sudáfrica en la provincia de KwaZulu-Natal, a orillas del océano Índico.
Con 3,5 millones de habitantes es la tercera ciudad más grande del país, después de Johannesburgo y Ciudad del Cabo. El 68,5 % de la población es negra, el 20 % asiática, el 9 % blanca y el 2,5 % es mestiza. Es, además, la más cosmopolita de todas, con el zulú como lengua materna más hablada, seguida por el inglés (primera lengua de comunicación), el afrikáans y el hindi.
Además de ser un centro turístico, el puerto de Durban es el más importante de toda África (entre los generalistas) y aloja la terminal de contenedores más grande del hemisferio sur, además de un sustancial sector industrial. Recibe más de 5000 buques mercantes al año y dos tercios del negocio de contenedores nacional se realiza a través de su puerto, dando empleo a más de 100 000 personas.
En 1998, ganó el premio de la Organización de las Naciones Unidas a la Ciudad Mejor Administrada de África.
El 7 de diciembre de 2014, Durban es considerada como una de las Nuevas siete ciudades maravillas del mundo.

## Historia

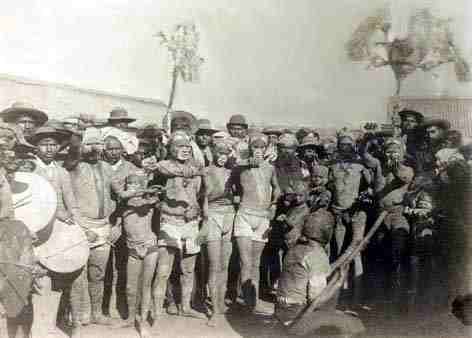
Tribus llegando a Durban.

Los primeros registros de vida humana en la zona datan del año 100 000 a. C., de acuerdo con las pruebas de carbono a las que se sometieron las pinturas rupestres encontradas en las cuevas del parque nacional de uKhahlamba/Drakensberg. Los pueblos san vivieron en estas montañas durante cuatro milenios dejando como legado sus pinturas rupestres. El hallazgo supuso la inmediata declaración de Patrimonio de la Humanidad por parte de la Unesco al Parque Nacional de Ukhahlamba/Drakensberg.
En sus orígenes, el pueblo zulú viajó hacia el sur desde la región de los grandes lagos como parte de la migración de los pueblos nguni. Los zulúes se asentaron en la región conocida actualmente como KwaZulu-Natal, y muchos de sus grandes líderes han dirigido a la nación zulú en batallas históricas.
El 25 de diciembre de 1497, el explorador portugués Vasco da Gama fondeó en una laguna natural —que en la actualidad ocupa la ciudad de Durban— y, pensando que era un río, la llamó Rio de Natal ('Río de Navidad'). Con el tiempo, el error fue subsanado y la laguna se renombró a Puerto Natal. El 23 de junio de 1835, Puerto Natal cambió su nombre por el definitivo de Durban, en honor al gobernador del Cabo, Benjamin D'Urban.
Este nombre fue impuesto por el marino inglés y misionero anglicano, capitán Allen Francis Gardiner, quien organizó y trazó los planos de esta ciudad, según destaca la biografía de este marino, escrita por Jesse Page.
La región fue y sigue siendo la cuna del grupo tribal más grande de Sudáfrica: la nación de los zulúes, que bajo su rey guerrero Shaka conquistó tribu tras tribu. Durante su reinado llegaron los primeros colonizadores británicos, en 1824; trece años más tarde lo hicieron los voortrekkers (los colonizadores bóeres). A finales del siglo XIX, los británicos se llevaron a muchos habitantes de la India a trabajar en las plantaciones de caña de azúcar de Natal.
En 1893, Mahatma Gandhi llegó a Durban, también procedente de la India, y de camino a Johannesburgo, se le negó el asiento en un tren por el color de su piel. Por ese motivo, Durban se convirtió en la base desde la que formuló su campaña de resistencia pasiva contra el gobierno sudafricano y la explotación de los trabajadores de la caña de azúcar indios.
El escritor portugués Fernando Pessoa pasó parte de su juventud en Durban, donde aprendió inglés y recibió una educación británica.

## Clima
Durban posee un clima subtropical con inviernos no muy fríos y soleados, veranos húmedos y calurosos. Las temperaturas medias oscilan entre 16 y 25 °C a lo largo de todo el año.
| Parámetros climáticos promedio de Durban (1961−1990) | Parámetros climáticos promedio de Durban (1961−1990) | Parámetros climáticos promedio de Durban (1961−1990) | Parámetros climáticos promedio de Durban (1961−1990) | Parámetros climáticos promedio de Durban (1961−1990) | Parámetros climáticos promedio de Durban (1961−1990) | Parámetros climáticos promedio de Durban (1961−1990) | Parámetros climáticos promedio de Durban (1961−1990) | Parámetros climáticos promedio de Durban (1961−1990) | Parámetros climáticos promedio de Durban (1961−1990) | Parámetros climáticos promedio de Durban (1961−1990) | Parámetros climáticos promedio de Durban (1961−1990) | Parámetros climáticos promedio de Durban (1961−1990) | Parámetros climáticos promedio de Durban (1961−1990) |
| Mes                                                  | Ene.                                                 | Feb.                                                 | Mar.                                                 | Abr.                                                 | May.                                                 | Jun.                                                 | Jul.                                                 | Ago.                                                 | Sep.                                                 | Oct.                                                 | Nov.                                                 | Dic.                                                 | Anual                                                |
| ---------------------------------------------------- | ---------------------------------------------------- | ---------------------------------------------------- | ---------------------------------------------------- | ---------------------------------------------------- | ---------------------------------------------------- | ---------------------------------------------------- | ---------------------------------------------------- | ---------------------------------------------------- | ---------------------------------------------------- | ---------------------------------------------------- | ---------------------------------------------------- | ---------------------------------------------------- | ---------------------------------------------------- |
| Temp. máx. abs. (°C)                                 | 36.2                                                 | 33.9                                                 | 34.8                                                 | 36.0                                                 | 33.8                                                 | 35.7                                                 | 33.8                                                 | 35.9                                                 | 36.9                                                 | 40.0                                                 | 33.5                                                 | 35.9                                                 | 40.0                                                 |
| Temp. máx. media (°C)                                | 27.8                                                 | 28.0                                                 | 27.7                                                 | 26.1                                                 | 24.5                                                 | 23.0                                                 | 22.6                                                 | 22.8                                                 | 23.3                                                 | 24.0                                                 | 25.2                                                 | 26.9                                                 | 25.2                                                 |
| Temp. media (°C)                                     | 24.1                                                 | 24.3                                                 | 23.7                                                 | 21.6                                                 | 19.1                                                 | 16.6                                                 | 16.5                                                 | 17.7                                                 | 19.2                                                 | 20.1                                                 | 21.4                                                 | 23.1                                                 | 20.6                                                 |
| Temp. mín. media (°C)                                | 21.1                                                 | 21.1                                                 | 20.3                                                 | 17.4                                                 | 13.8                                                 | 10.6                                                 | 10.5                                                 | 12.5                                                 | 15.3                                                 | 16.8                                                 | 18.3                                                 | 20.0                                                 | 16.5                                                 |
| Temp. mín. abs. (°C)                                 | 14.0                                                 | 13.3                                                 | 11.6                                                 | 8.6                                                  | 4.9                                                  | 3.5                                                  | 2.6                                                  | 2.6                                                  | 4.5                                                  | 8.3                                                  | 10.3                                                 | 11.8                                                 | 2.6                                                  |
| Lluvias (mm)                                         | 134                                                  | 113                                                  | 120                                                  | 73                                                   | 59                                                   | 28                                                   | 39                                                   | 62                                                   | 73                                                   | 98                                                   | 108                                                  | 102                                                  | 1009                                                 |
| Días de lluvias (≥ 0.1 mm)                           | 15.2                                                 | 12.9                                                 | 12.6                                                 | 9.2                                                  | 6.8                                                  | 4.5                                                  | 4.9                                                  | 7.1                                                  | 11.0                                                 | 15.1                                                 | 16.0                                                 | 15.0                                                 | 130.3                                                |
| Horas de sol                                         | 184.0                                                | 178.8                                                | 201.6                                                | 206.4                                                | 223.6                                                | 224.9                                                | 230.4                                                | 217.0                                                | 173.3                                                | 169.4                                                | 166.1                                                | 189.9                                                | 2365.4                                               |
| Humedad relativa (%)                                 | 80                                                   | 80                                                   | 80                                                   | 78                                                   | 76                                                   | 72                                                   | 72                                                   | 75                                                   | 77                                                   | 78                                                   | 79                                                   | 79                                                   | 77                                                   |
| Fuente n.º 1: World Meteorological Organization      |                                                      |                                                      |                                                      |                                                      |                                                      |                                                      |                                                      |                                                      |                                                      |                                                      |                                                      |                                                      |                                                      |
| Fuente n.º 2: NOAA (sun, extremes and humidity)      |                                                      |                                                      |                                                      |                                                      |                                                      |                                                      |                                                      |                                                      |                                                      |                                                      |                                                      |                                                      |                                                      |

## Demografía

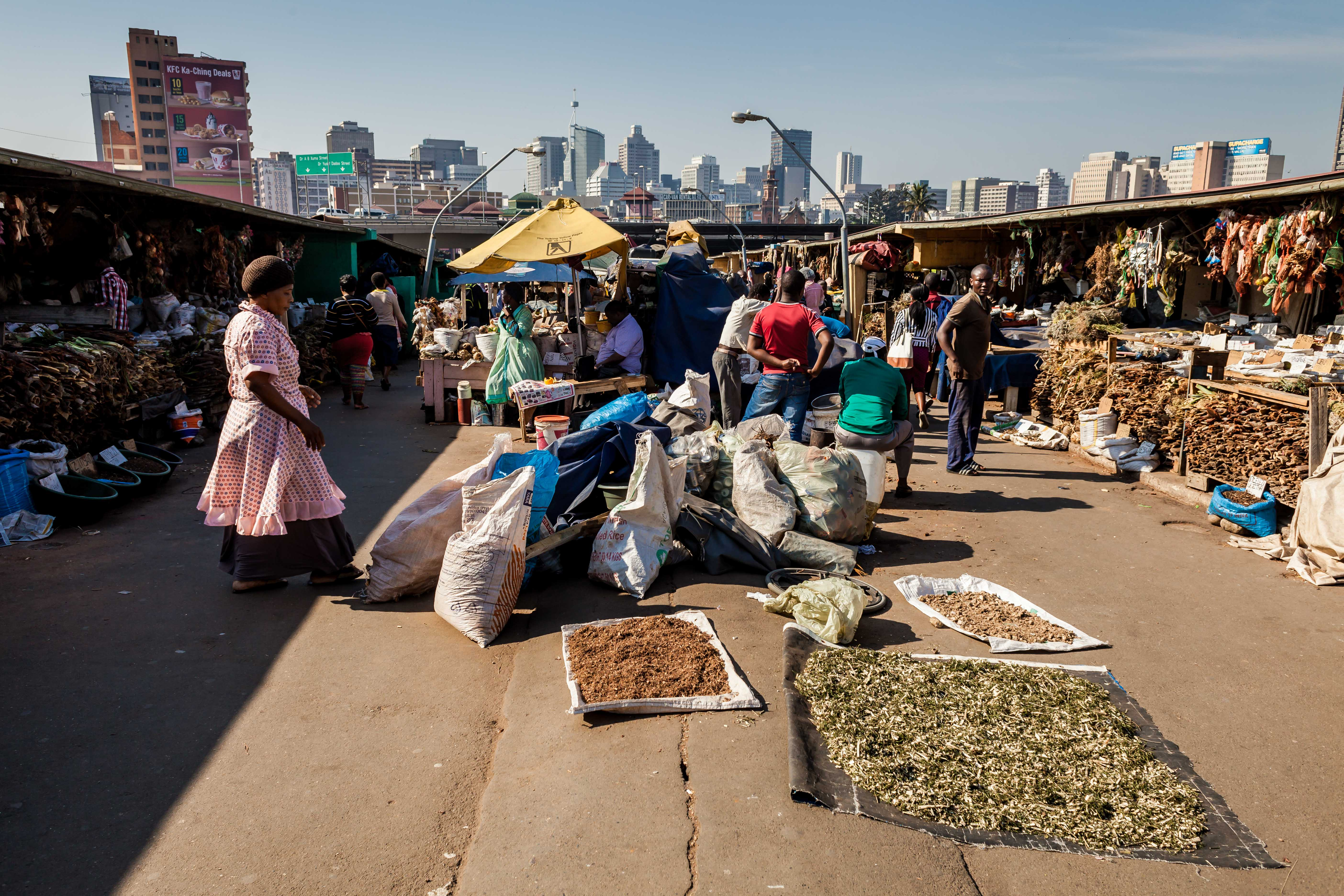
Personas en un mercado de Durban

Los negros africanos son el 51 % de la población, seguidos de los asiáticos de Sudáfrica que son el 24 %, los blancos componen el 15 % de la población y los coloureds o mestizos el 8,6 %.
El 48,9 % de la población es menor de 24 años, mientras que 4,2 % es mayor de 65. La edad media en la ciudad es de 25 años, y por cada 100 mujeres hay 92,5 hombres. El 27,9 % de los habitantes de la ciudad son desempleados. El 88,6 % de los desempleados son de color negro, el 18,3 % son mestizos o coloreds, un 8,2 % son asiáticos de Sudáfrica (principalmente de origen hindú) y solo el 4,4 % son blancos.
El 63,04 % de los residentes de Durban emplean el idioma zulú en el hogar; el 30 % habla inglés (principalmente las poblaciones asiática, blanca y mestiza); el 3,43 % habla xhosa: el 1,44 %, afrikáans; el 0,7 %, sesoto; el 0,2 %, ndebele; el 0,1 %, sesotho sa leboa o sesoto del norte; y el 0,93 % de la población habla algún idioma no oficial en el hogar. El 68,0 % de los residentes son cristianos, el 15,5 % no tienen ninguna religión, el 11,3 % son hinduistas, el 3,2 % son musulmanes y el 1,9 % tienen otras creencias o creencias indeterminadas.
El 10,0 % de los residentes mayores de 20 años no han sido escolarizados, el 13,3 % ha recibido educación primaria, el 36,4 % ha recibido educación secundaria. El 9,6 % una educación por encima del nivel de enseñanza secundaria.

## Economía
El área metropolitana de Durban es la principal economía de la provincia de KwaZulu-Natal. Tiene una composición diversificada, que comprende la actividad manufacturera, el turismo, el transporte y las finanzas.
Sin embargo, el número de personas desempleadas es elevado, y se aproxima al 30 % en algunas zonas de la ciudad.

ha experimentado una declinación económica y muchas empresas se han relocalizado, especialmente en Umhlanga, en la parte norte de la ciudad. Esta región se ha constituido en un nuevo centro económico, que recibe grandes inversiones financieras.

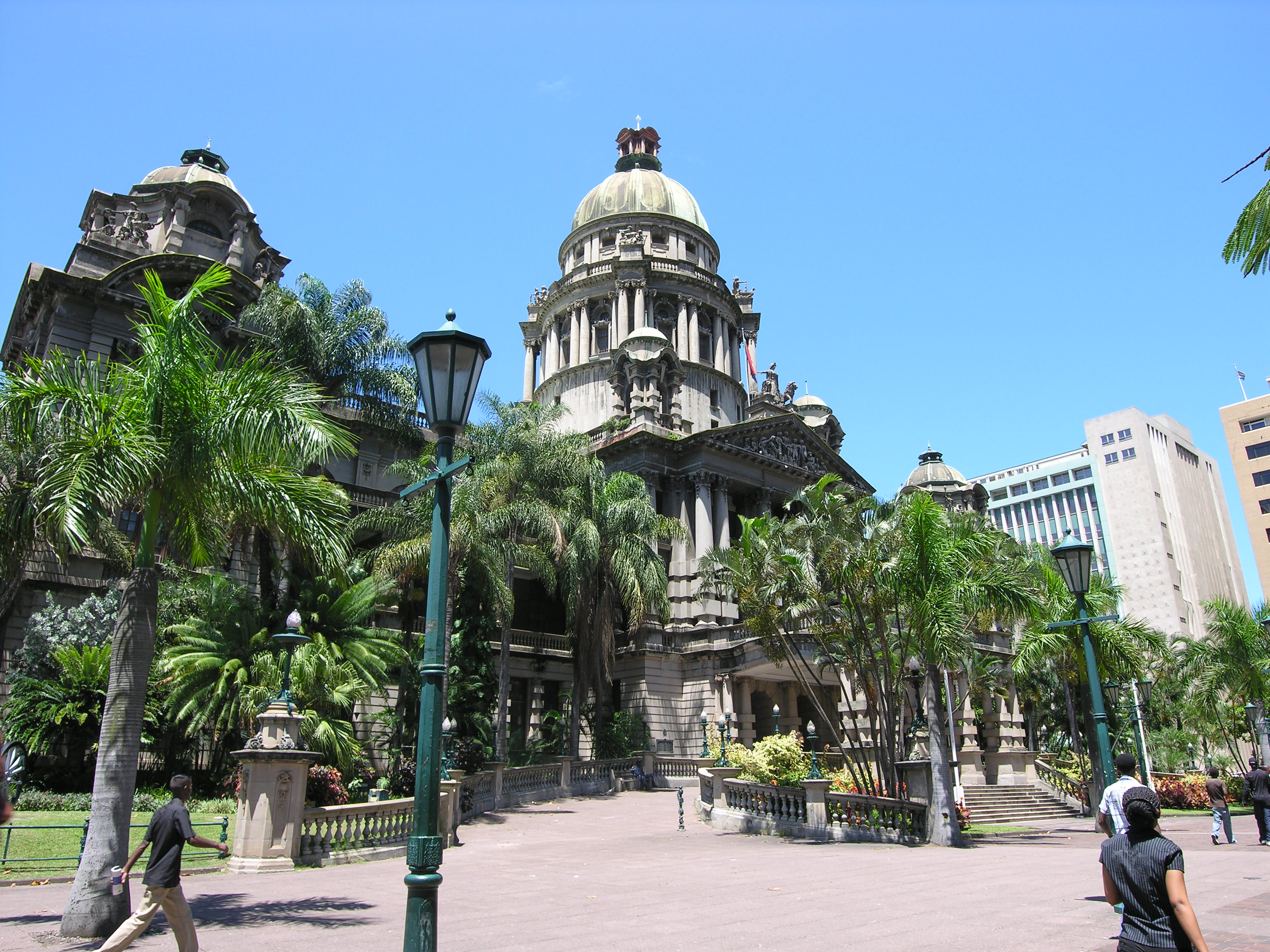
Cámara municipal de Durban.

En 2005, la Municipalidad de Durban estableció un duro golpe a los vendedores ambulantes de la ciudad, personas que realizan este trabajo por la falta de empleo estable y cuyos beneficios se destinan únicamente a cubrir las necesidades básicas de sus familias, al poner en las calles 50 guardias de seguridad (conocidos como "oficiales de la paz") con el fin de controlar que los vendedores ambulantes que se encontraban en las calles fuesen aquellos que obtuvieron la licencia pertinente obtenida por la Municipalidad. La ciudad otorgó 872 permisos a los vendedores en 2005, cuando una encuesta realizada en 1998 por el Concejo municipal, reveló que el número en aquel entonces de este tipo de comerciantes era de 19 000 personas.
La organización StreetNet Internacional, cuya oficina internacional está situada precisamente en Durban, denunció y evitó que la propuesta de la Municipalidad continuase.

## Turismo
Numerosos son los lugares de interés turístico de la ciudad. Algunos de los teatros más populares son el Natal Playhouse Complex, el Teatro Elizabeth Sneddon y los teatros Catalina y Kwasuka.
El museo de historia local es punto de referencia para los turistas, al igual que el Museo Marítimo. La oferta cultural también comprende la galería de arte de la ciudad, la Galería KZNSA de La Sociedad de Artes de KwaZulu Natal, fundada en 1902 y el Centro Africano de Arte. El Centro Internacional de Convenciones (ICC, por sus siglas en inglés), es el más grande de África, y sede de importantes eventos, como la Conferencia Internacional sobre sida (2000).

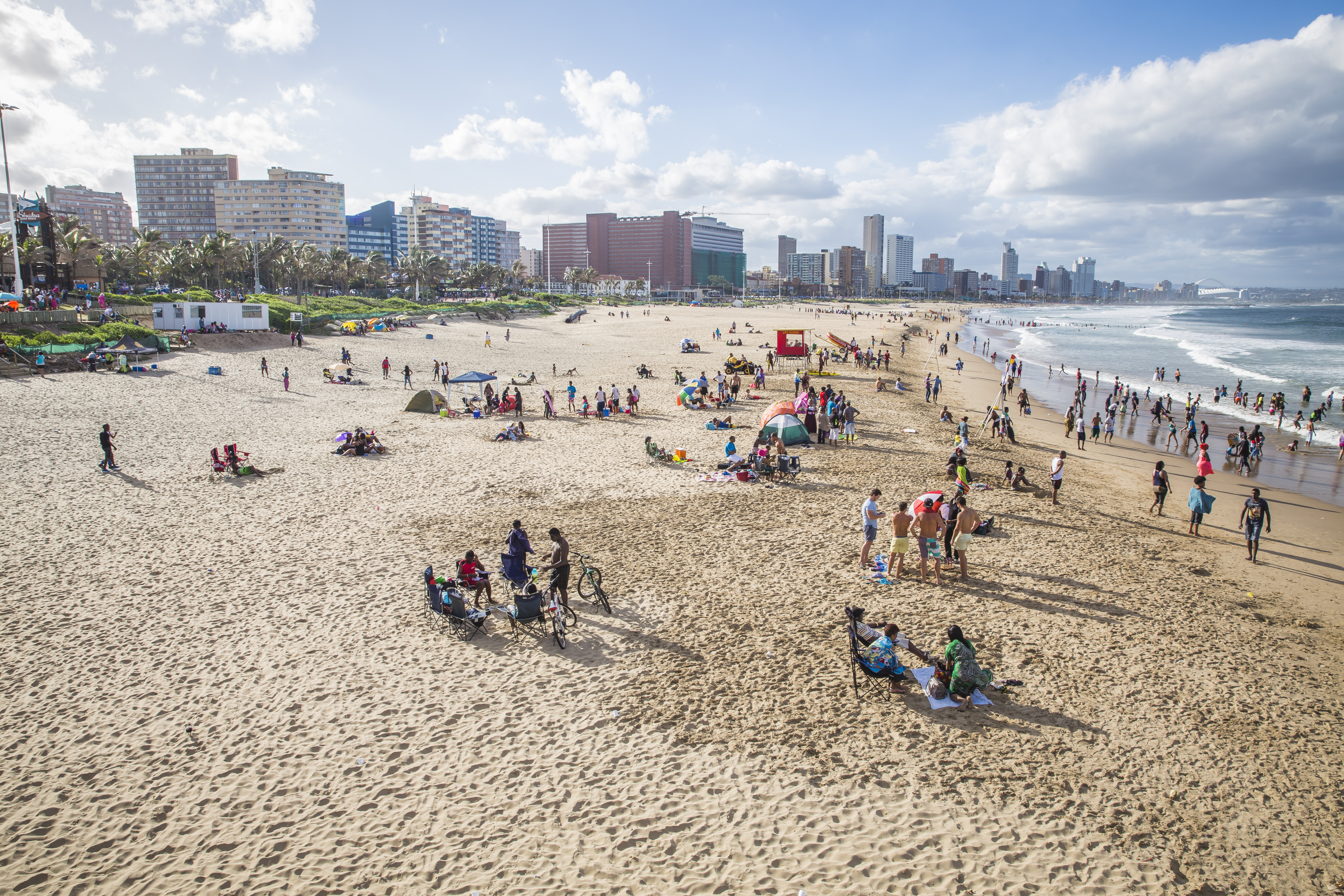
Playa en Durban

La ciudad goza de importantes complejos turísticos, muchos de ellos con su estilo art decó como principal reclamo, ya que es el movimiento artístico de Durban más evidente. Los hoteles tienen sus propias playas privadas, donde los turistas disfrutan de todo tipo de deportes marítimos, en especial el surf, debido a las grandes olas que posee la región. Hacia el norte de la ciudad, en dirección al resort de Muhlanga Rocks, se encuentra el hotel Beverly Hills, el más lujoso de Durban. Cerca del hotel está ubicado el Shark Boards, cuerpo de seguridad dedicado a la captura de tiburones y mantenimiento de redes antitiburones que protegen las playas de Durban.
La actividad marítima turística se completa con el Ushaka Marine, el acuario de Durban y uno de los más grandes del mundo. Su construcción generó controversias entre la población debido a su elevado costo. El acuario se encuentra situado en plena Milla Dorada de Durban, una extensión de arena dorada, segmentada por muelles y bañada por las cálidas aguas del océano Índico. Es una de las zonas más visitadas por los turistas.
Al turismo cultural, deportivo y marítimo, se le une una importante y famosa vida nocturna. Cuando llega la noche, los habitantes y turistas se desplazan a los restaurantes de las afueras del norte o a los grandes hoteles y clubes que están frente a la playa. El barrio indio, al oeste del centro, disfruta de una intensa animación durante todo el día, siendo el mercado de Victoria Street su centro neurálgico.
Otros lugares de obligada visita son la mezquita Juma, la mayor del hemisferio sur, y el templo hindú Alayam, el más grande y antiguo del país. Lamentablemente, esta zona no se considera segura por la noche.

## Deportes

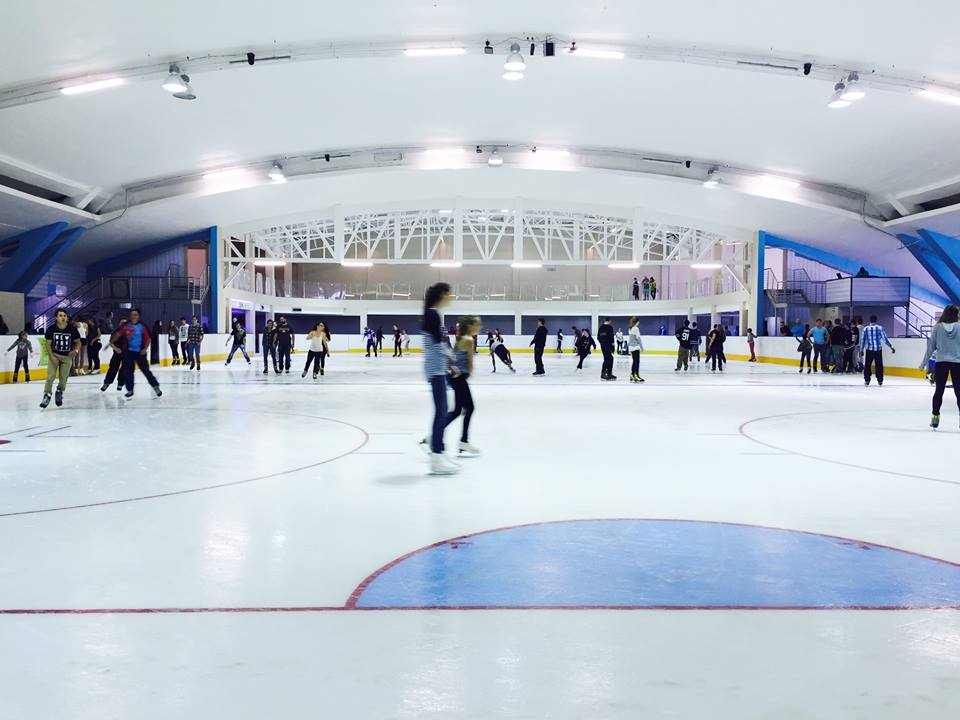
Durban Ice Arena.

Durban es la sede de dos equipos importantes de rugby, los Natal Sharks, y los Sharks. Ambos equipos juegan en el ABSA Stadium, conocido anteriormente como Kings Park Stadium, cuya capacidad ronda las 52 000 personas.
En cuanto al fútbol, en la ciudad destacan los clubes AmaZulu y Golden Arrows, que participan en la Premier Soccer League. AmaZulu posee su propio estadio, el Princess Magogo Stadium. Golden Arrows también tiene su estadio, el King Zwelithini, ubicado en el suburbio de Umlazi. Ninguno de ellos ha logrado nunca un título liguero y permanecen a la sombra de los grandes del fútbol sudafricano. Tras el apartheid, el fútbol nacional vivió uno de sus momentos más delicados que finalizó con el histórico partido celebrado en Durban, el 7 de julio de 1992, entre las selecciones de Sudáfrica y Camerún, y que significó la readmisión del país en el seno de la CAF y de la FIFA.
La ciudad también alberga a los Dolphins, el equipo provincial de críquet, que disputa sus encuentros como local en el estadio Kingsmead Cricket Ground.
Durban fue una de las ciudades sede de la Copa Mundial de Fútbol de 2010 de la FIFA. Para ello se construyó entre 2006 y 2009 un nuevo estadio de fútbol, el Moses Mabhida, con capacidad para 69 957 personas. Su construcción se efectuó terrenos cercanos al Kings Park.
Otros deportes y competiciones también hacen parada en Durban, como es el caso del surf. La ciudad alberga varias de las pruebas válidas para las WQS (World Qualifying Series), la categoría inmediatamente inferior al ASP World Tour (Campeonato del mudo de surf). Son el Quiksilver Pro Africa, que se celebra en el New Pier de Durban y el Mr Price Pro. Ambos eventos son pruebas de seis estrellas, la mayor cataloguización que otorga la ASP si exceptuamos las Super Series.

## Transporte

### Aéreo

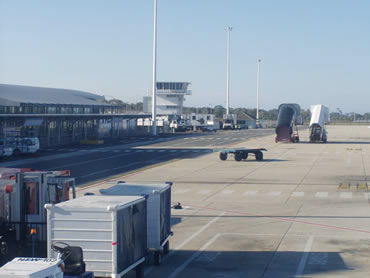
Aeropuerto Internacional de Durban.

Desde el Aeropuerto Internacional de Durban salen vuelos nacionales e internacionales, con servicio regular hacia Esuatini, Mozambique y Mauricio. El aeropuerto sirvió a cuatro millones de pasajeros en 2005, lo que implicó un aumento del 15 % respecto al año anterior. Se planea la construcción de un nuevo aeropuerto, el cual sería llamado Aeropuerto Internacional Rey Shaka. El aeropuerto sirve como importante escala para los viajeros que se dirigen al Drakensberg.

### Marítimo
La ciudad tiene una larga tradición como ciudad portuaria. El puerto de Durban es uno de los pocos puertos naturales entre Port Elizabeth y Maputo, y se localiza además en el límite de un área marítima caracterizada por aguas extremadamente agitadas. Estas dos características convirtieron a Durban en un puerto extremadamente concurrido por barcos que necesitaban reparaciones cuando fue abierto en los años 1840. El puerto de Durban es ahora el más concurrido de Sudáfrica, así como el puerto contenedor más concurrido del hemisferio sur. El moderno puerto se desarrolló en torno a Johannesburgo, la capital industrial de Sudáfrica. Desde allí los productos eran transportados a Durban para ser exportados.

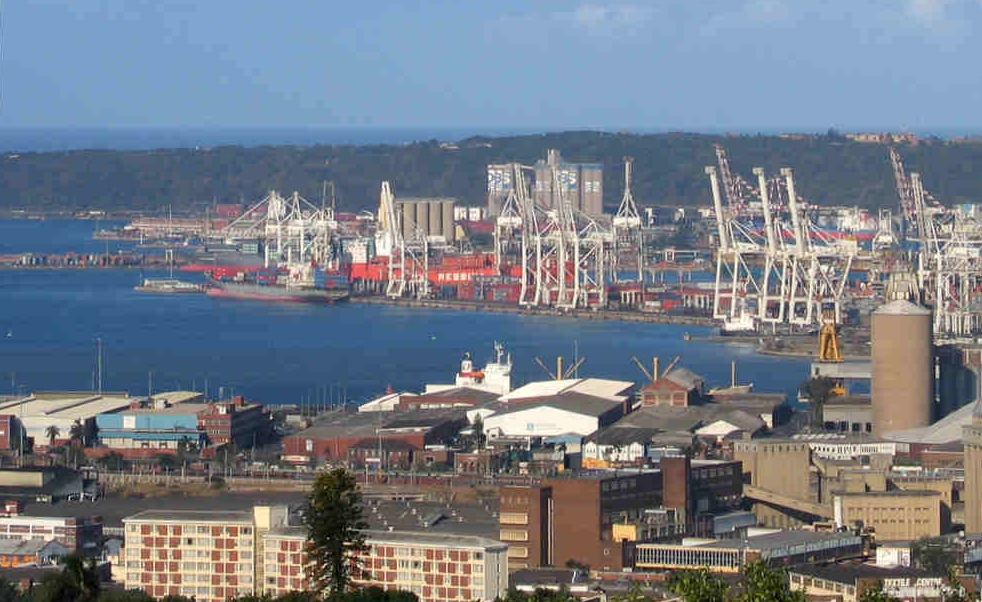
El puerto de Durban es el mayor de toda África.

El Puerto de Durban moderno creció a través del comercio que venía de Johannesburgo, ya que la capital industrial y minera de Sudáfrica no se localiza cerca de algún cuerpo de agua navegable. De esta forma, los productos procedentes de Johannesburgo que eran enviados fuera del país tenían que pasar primero por Durban. El puerto de Maputo estuvo fuera de servicio hasta principios de la década de 1990 debido a una guerra civil y a un embargo contra los productos sudafricanos. Ahora existe una intensa rivalidad entre Durban y Maputo debida al comercio marítimo.
La Isla Salisbury, parte del puerto de Durban, era antiguamente una base naval hasta que fue degradada en 2002. Contiene una estación naval y otras instalaciones militares. El futuro de la base, no obstante, es incierto, y hay una demanda en incremento para incluir la isla como parte de las instalaciones portuarias.

### Ferroviario

Rutas del Shosholoza Meyl.

Durban tiene buenos servicios ferroviarios, en especial por su importancia comercial, estando conectada la ciudad con varias otras del interior del país. Shosholoza Meyl, el servicio ferroviario para pasajeros de la compañía Spoornet, opera dos servicios para pasajeros de larga distancia que conectan a Durban: un servicio diario de ida y vuelta a Johannesburgo vía Pietermaritzburg, y un servicio semanal de ida y vuelta a Ciudad del Cabo vía Kimberley y Bloemfontein. Estos trenes llegan y parten de la estación ferroviaria de Durban.

### Carreteras
Una carretera nacional comienza en Durban y otra más atraviesa la ciudad: la N3, la carretera nacional más concurrida de Sudáfrica, la cual une Durban con Johannesburgo; y la N2, la cual enlaza Durban con East London y Port Elizabeth antes de terminar en Ciudad del Cabo. La N3 es particularmente importante ya que los bienes comerciales son transportados desde Johannesburgo para embarcarlos en el Puerto de Durban. La N3 comienza en el Distrito Comercial Central. Por su parte, la N2 atraviesa la ciudad de norte a sur.

## Educación

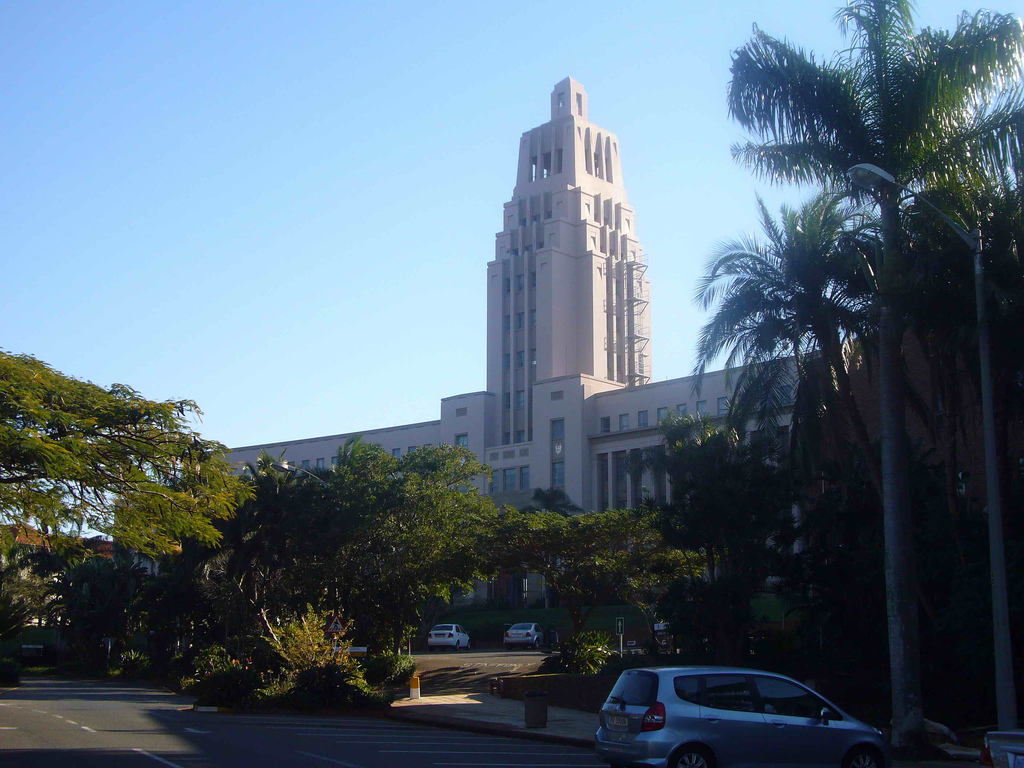
La UKZN (University of KwaZulu-Natal), con la torre del campus de la universidad de Howard.

Entre las instituciones educativas de nivel universitario se encuentran la Universidad de KwaZulu-Natal y la Universidad Tecnológica de Durban.
La Universidad Tecnológica es una institución de enseñanza técnica. Fue fundada en 2002 mediante la fusión entre Technikon Natal y ML Sultan Technikon. Esta era conocida con anterioridad como Instituto Tecnológico de Durban. Posee cuatro campus. A fecha de 2005, estaban inscritos 20.000 alumnos.
La Universidad de KwaZulu-Natal (o UKZN) fue fundada el 1 de enero de 2004, a consecuencia de la unión entre la Universidad de Natal y la Universidad Durban-Westville.

## Ciudades hermanadas
- Alejandría (Egipto)
- Amberes (Bélgica)
- Bremen (Alemania)
- Brisbane (Australia)
- Bulawayo (Zimbabue)
- Chicago (Estados Unidos)
- Cantón (China)
- Leeds (Reino Unido)
- Le Port (Francia)
- Nantes (Francia)
- Nueva Orleans (Estados Unidos)
- Orán (Argelia)
- Róterdam (Países Bajos)
- Santa Fe (Argentina)
- Maracaibo (Venezuela)

| Predecesor: Suzhou | Sede de las Sesiones del Comité del Patrimonio de la Humanidad 2005            | Sucesor: Vilna |
| Predecesor: Cancún | Sede de las Conferencias de las Naciones Unidas sobre el cambio climático 2011 | Sucesor: Doha  |